# Fernando Sánchez Cipitria
Fernando Sánchez Cipitria (Madrid, 12 de setembre de 1971) és un futbolista madrileny, ja retirat, que jugava com a centrecampista.

## Trajectòria
Format al planter del Reial Madrid, Fernando va arribar al seu equip B la temporada 93/94, jugant dues temporades a gran nivell a la Segona Divisió. Vista la seua progressió, el club madrileny el va passar al Reial Valladolid perquè agafara experiència a la màxima categoria del futbol espanyol. Curiosament, el madrileny es retiraria sense haver debutat en Lliga amb el primer equip.
La seua primera temporada amb el Valladolid, la 95/96, va mostrar que era un dels joves valors. Va disputar 40 partits i va marcar 7 gols, unes xifres que es millorarien a la següent (38 i 11 dianes). La temporada 97/98 fitxa pel Reial Betis, on va baixar el seu nivell i no va gaudir de tants minuts, tot i que encara formava part de l'onze titular.
La temporada 99/00 marxa al Deportivo de La Corunya, l'any de l'històric títol de lliga dels gallecs. Fernando amb prou feines va contribuir amb 19 partits (només 2 com a titular). Era l'inici del seu declivi, i a l'any següent tampoc va comptar massa a Riazor.
Va començar llavors una roda de cessions que el durien a l'Osasuna, on va recuperar la titularitat però sense continuïtat, al Hannover 96 alemany i al Córdoba CF. A l'equip andalús, on va recalar la segona part de la temporada 02/03, és on Fernando va penjar les botes.